# Drachenstil

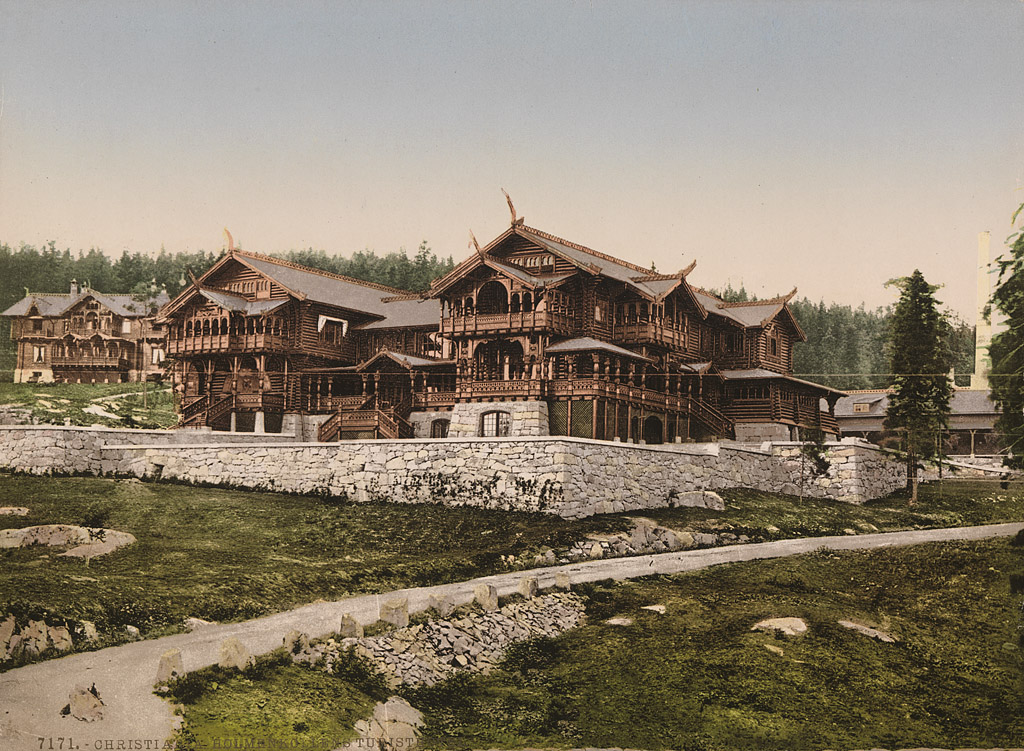
Holmenkollen Turisthotell in Christiania (1895 durch einen Brand zerstört)

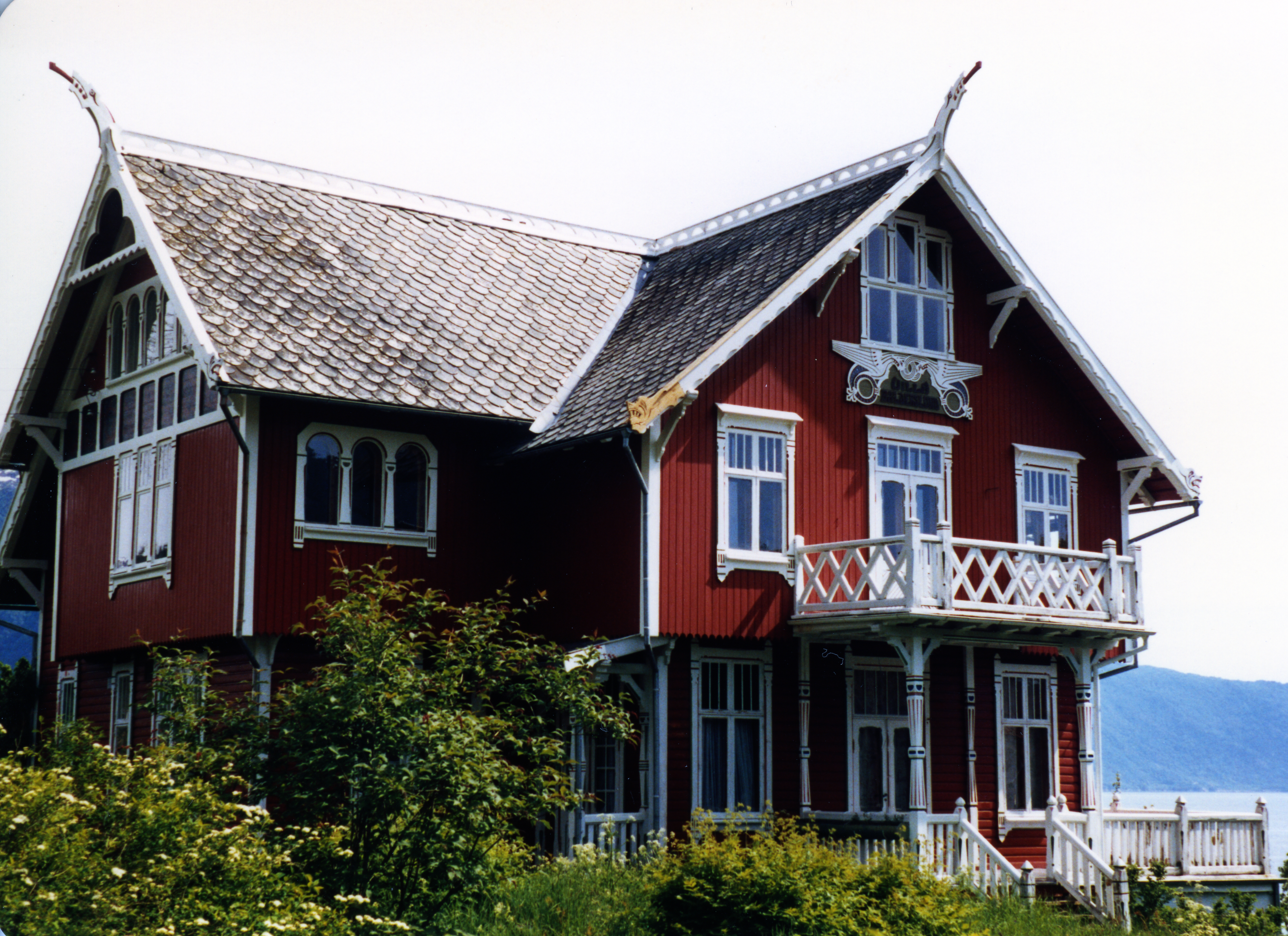
Villa Balderslund in Balestrand, 2006

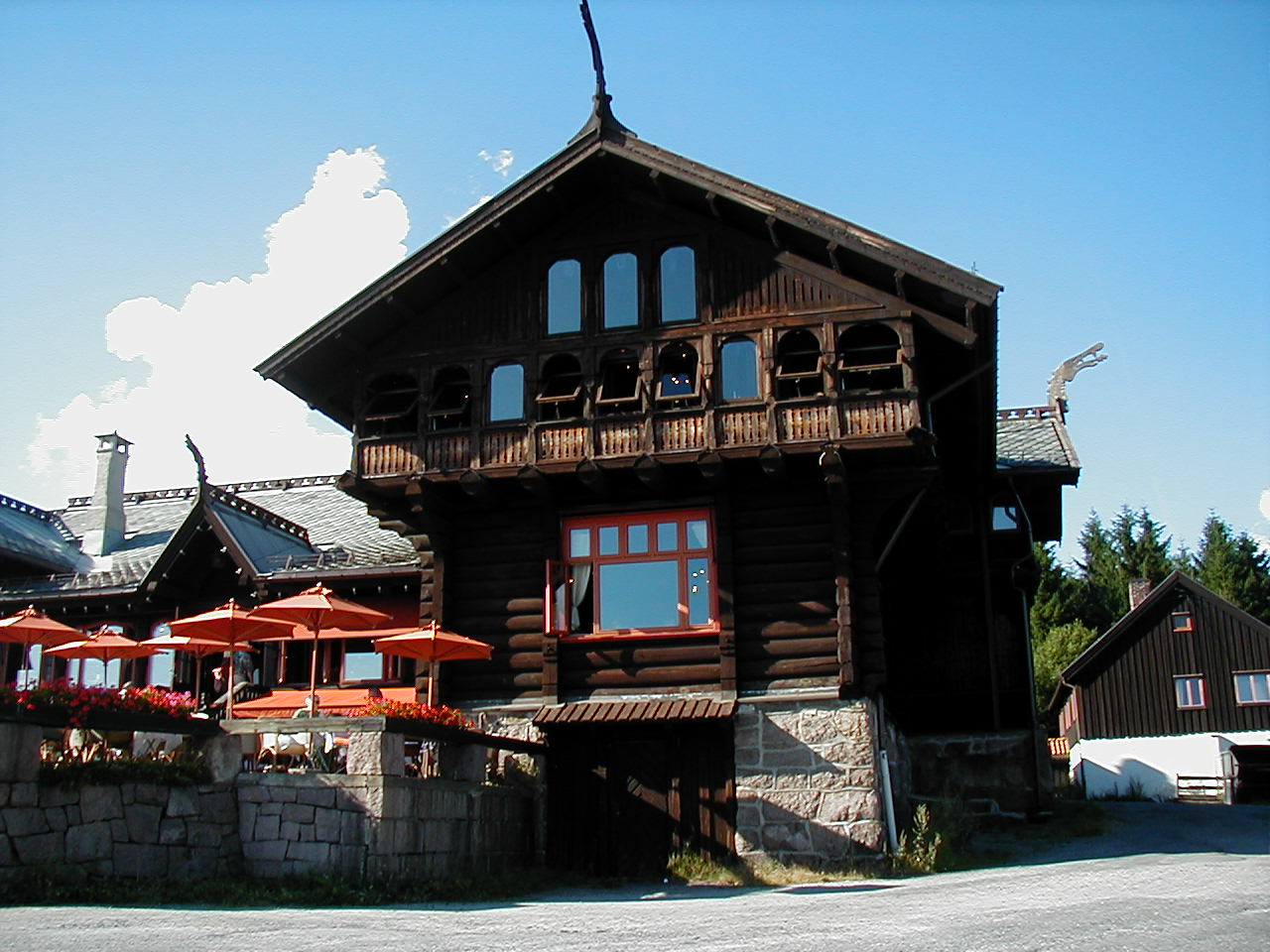
Restaurant Frognerseteren in Oslo, 2002

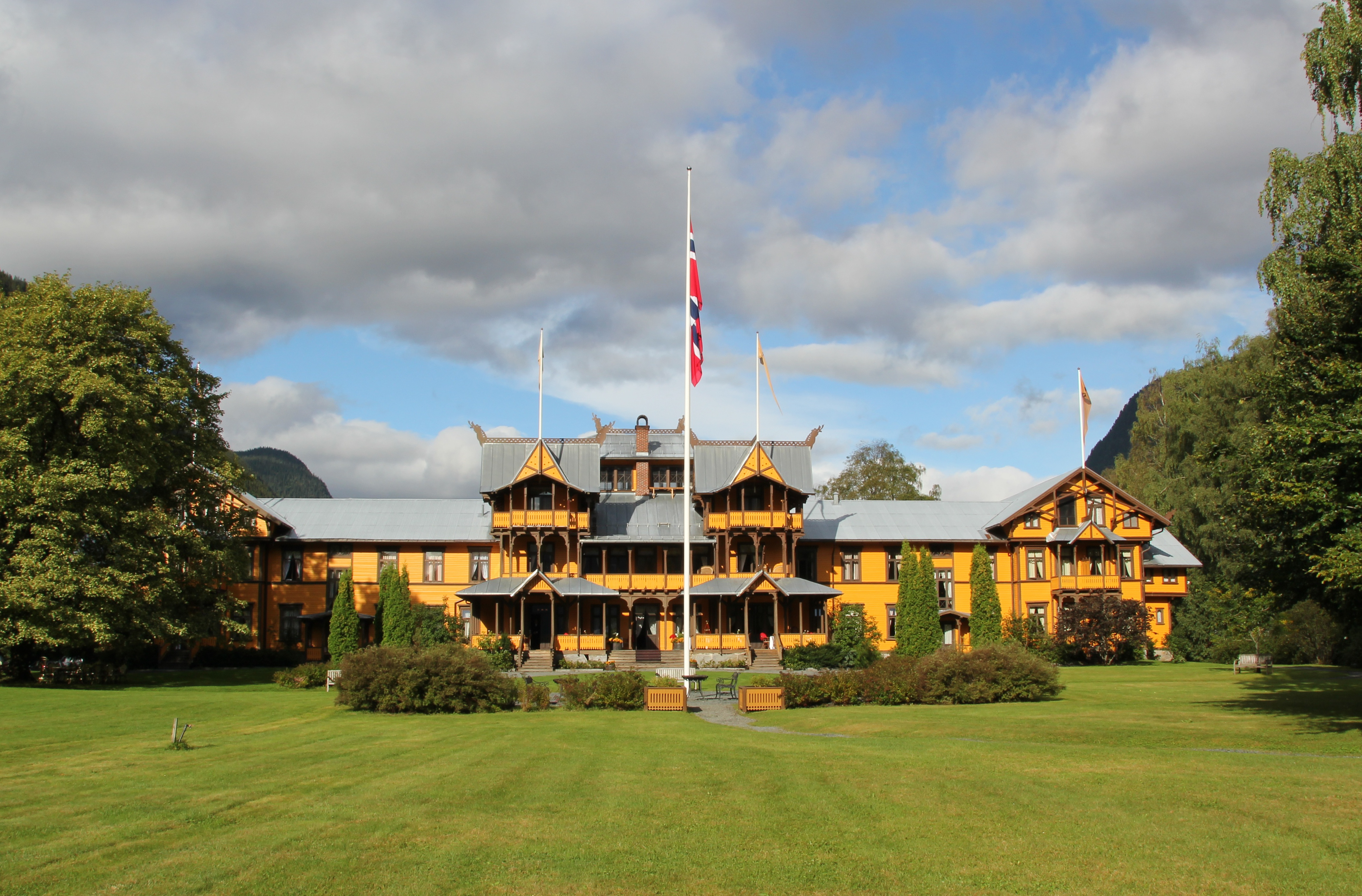
Dalen Hotell in der Telemark, 2011

Der Drachenstil ist ein Architekturstil, der vorwiegend in Norwegen Verwendung fand. Er entstand 1870 in Schweden unter dem Namen fornnordisme und verbreitete sich von 1880 bis 1910 in Norwegen. Er ist mit der nationalromantischen Strömung verknüpft, in dem Bestreben, eine nationale architektonische Formensprache zu entwickeln.

## Geschichtliche Einordnung
Die Entstehung des Drachenstils fällt in die Zeit der nationalromantischen Strömung Norwegens, in der das Bestreben nach einer eigenständigen Identität in der Kunst und Kultur groß war. Norwegen befand sich in einer Union mit Schweden, die 1905 von Norwegen aufgekündigt wurde.
Die archäologische Literatur berichtete über die Ausgrabungen der Wikingerschiffe Tuneskip, Gokstadskip und Osebergskip. Des Weiteren veröffentlichte Lorentz Dietrichson 1892 ein Buch über die Stabkirchen und J. C. Dahl setzte sich stark für deren Erhalt ein. Somit rückte die Holzarchitektur der Stabkirchen und deren mittelalterliche Ornamentik sowie die Ornamentik der Wikingerzeit in den Blickpunkt. Architekten unternahmen Studienreisen, um die Werke zu studieren.

## Stilphasen

### Entstehung des Drachenstils unter Holm Hansen Munthe
Der Architekt Holm Hansen Munthe, der 1878 in Deutschland unter Conrad Wilhelm Hase studierte, prägte den Drachenstil als architektonischen Stilbegriff. Er brachte den Stil durch seine bewusste Haltung zur Holzarchitektur voran.
Zwei seiner frühesten Werke, aus dem Jahr 1883, sind die Wartehalle (Ventehallen) für die Dampfschiffpassagiere im Stadtteil Pipervika (Oslo) sowie das Saugbrugs-Vereins-Portal (heute Oskar II. Portal) zur Norwegischen Industrie- und Kunstausstellung. Die Wartehalle wurde abgerissen und das Portal für das Norsk Folkemuseum nach Bygdøy versetzt. Seine bedeutendsten Werke im Drachenstil, das Holmenkollen Turisthotell und das Sanatorium, schuf er für die Holmenkollen–Voksenkollen-Gesellschaft. Des Weiteren entstanden das Restaurant Frognerseteren und das Restaurant Hasselbakken im Stadtteil St. Hanshaugen.
Im Jahr 1890 stattete der deutsche Kaiser Wilhelm II. Norwegen einen Staatsbesuch ab. Er war so von Munthes Bauten begeistert, dass er ihn beauftragte, für sich das Jagdschloss Rominten zu bauen. Es folgten weitere Aufträge für eine Kapelle und die Königliche Matrosenstation in Potsdam.
Der Drachenstil kam in Mode und wurde über den Tod Munthes im Jahr 1908 hinaus weitergeführt. Der Ausbau des Holmenkollen wurde unter anderem von seinen Assistenten Henning Klouman, Balthazar Lange und Ole Sverre weitergeführt.

### Erste Phase des Drachenstils
Die Stabkirchen Urnes und Borgund waren wichtige Vorbilder für den Drachenstil. Anfänglich wurden Motive von Ranken oder der Drachenschlange (drageslyng) kopiert. Im Laufe der Zeit entwickelten sich freiere Formen. Diese Phase dauerte bis 1905 und war phantasievoll und nationalistisch geprägt. Ein Beispiel dieser Phase ist das Dalen Hotell des Architekten Haldor Larsen Børve aus dem Jahr 1894.

### Zweite Phase des Drachenstils
Die zweite Phase des Stils dauerte von 1900 bis 1915 und war weniger phantasievoll als die erste. Sie stellt eine Verbindung zum Jugendstil her. Architekten des Jugendstils übernahmen Elemente des Drachenstils und integrierten diese. Der Architekt Henrik Bull fügte die Drachenstilornamentik in das Regierungsgebäude von 1904 ein. Anfang des 20. Jahrhunderts kam eine Reaktion gegen den Drachenstil unter den führenden Architekten auf, die sich von ihm abwandten.

## Konstruktion und Stilmerkmale

### Bauform

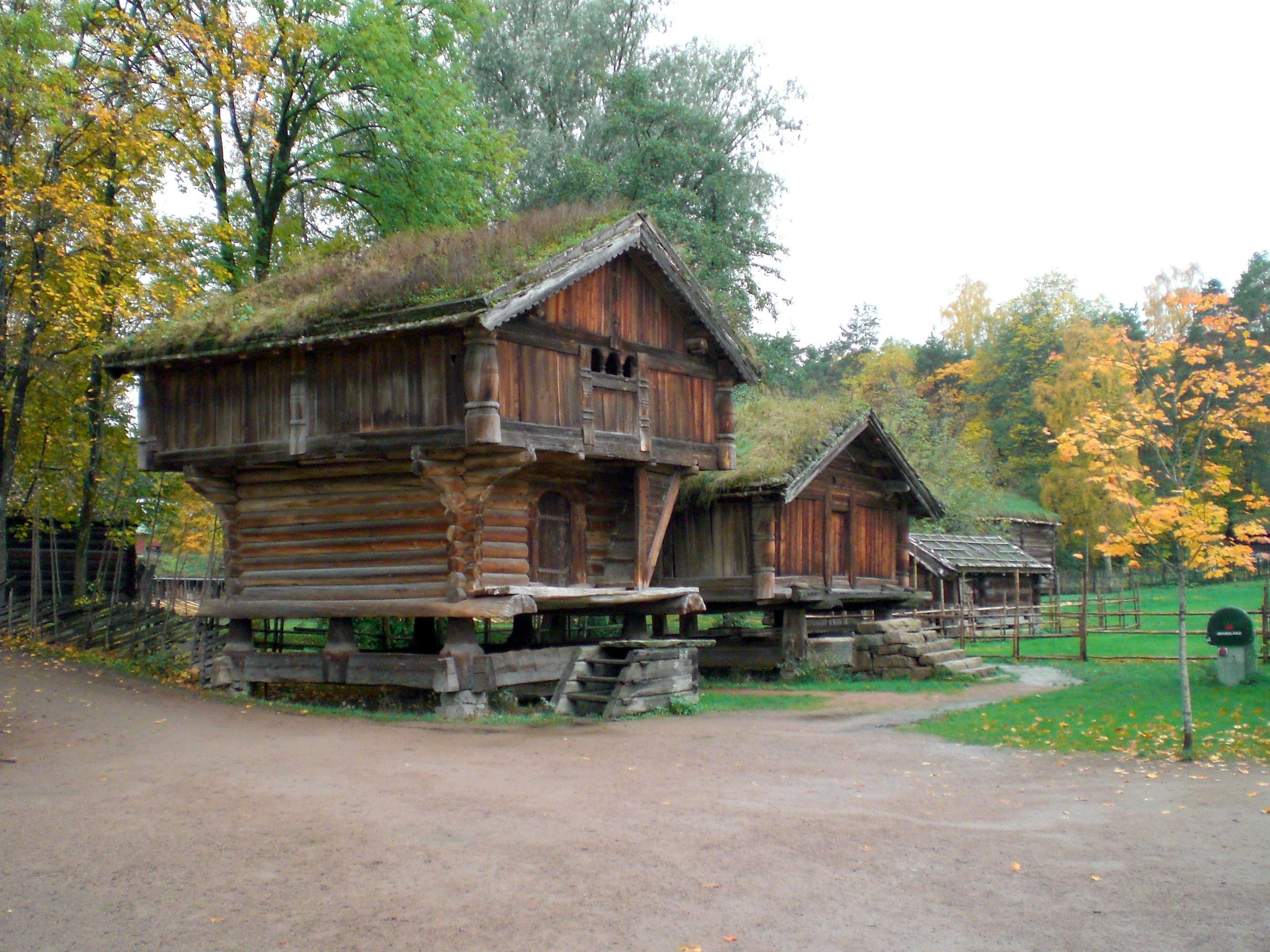
Beispiel eines mittelalterlichen Lofts

Die Bauform orientiert sich an typischen Hausformen aus dem Inland Norwegens. Dabei ist der Haustypus von Laubenganghäusern aus dem 18. bis Anfang des 19. Jahrhunderts oder Loft- und Speichergebäuden (Stabbur) des Mittelalters entlehnt. Das Gebäude ist auf einem Sockel platziert, der an das Gelände angepasst werden kann. Vermutlich wurde das Element des Sockels aus dem Schweizerstil, einer nordeuropäischen Stilepoche der Holzarchitektur zwischen 1840 und 1920, übernommen. Der asymmetrische Grundriss ist charakteristisch für den Drachenstil. Die oberen Etagen kragen an einer oder an allen Seiten über den Grundriss des Erdgeschosses hinaus. Ein weiteres Stilelement sind Arkaden oder Laubengänge. Diese können als Rundbögen oder Zwergarkaden ausgeführt sein. Die oft weit auskragenden Satteldächer sind im Gegensatz zum Schweizerstil flach.

### Konstruktion
Die Konstruktion der Gebäude ist eine Mischform aus der Blockbauweise und der Stabkonstruktion, wie sie bei Stabkirchen üblich war. Die Wände sind unvertäfelt und wurden außen geteert. Innen wurden sie mit einem Firnis behandelt, um die natürliche Holzstruktur zu erhalten. Die Sockel bestehen überwiegend aus Natursteinen.

### Ornamentik
Die Ornamentik ist hauptsächlich der altnordischen Kunst entlehnt, wie sie auf Gegenständen der Wikingerzeit oder in der Baukunst der Stabkirchen zu finden ist. Ranken, Knoten und die Drachenschlange sind häufige Verzierungen. Das auffälligste Merkmal, welches dem Stil seinen Namen gab, ist der Drachenkopf. Er wurde auf der Giebelspitze und oft auch am unteren Ende des Ortgangs platziert. Des Weiteren wurden die Giebel auch mit neugotischen Elementen oder Ornamenten im Schweizerstil verziert.